# John Shaffer
John Wilson Shaffer (Lewisburg, 5 de julio de 1827 - Salt Lake City, 31 de octubre de 1870) fue un político y empresario estadounidense. Se desempeñó como séptimo gobernador del Territorio de Utah.

## Biografía
Nacido en Lewisburg, Pensilvania Shaffer participó activamente en la política republicana en Illinois. En 1849, Shaffer se instaló en Freeport, Illinois y se involucró en el negocio mercantil. Luego, en 1856, fue elegido alguacil del condado de Stephenson, Illinois. Fue elegido secretario y registrador del Tribunal de Circuito de Illinois para el condado de Stephenson. Shaffer sirvió en el 15º Regimiento de Infantería Voluntaria de Illinois durante la Guerra de Secesión y luego sirvió como intendente; siendo general de brigada brevetted cuando terminó la guerra. Fue nombrado gobernador del Territorio de Utah por el presidente Ulysses S. Grant. Era conocido por su estricta oposición a cualquier indicio de rebelión contra el gobierno federal, lo que generó preocupaciones con la población mormona. Falleció repentinamente durante su primer año como gobernador.